# Biserica romano-catolică din Cozmeni

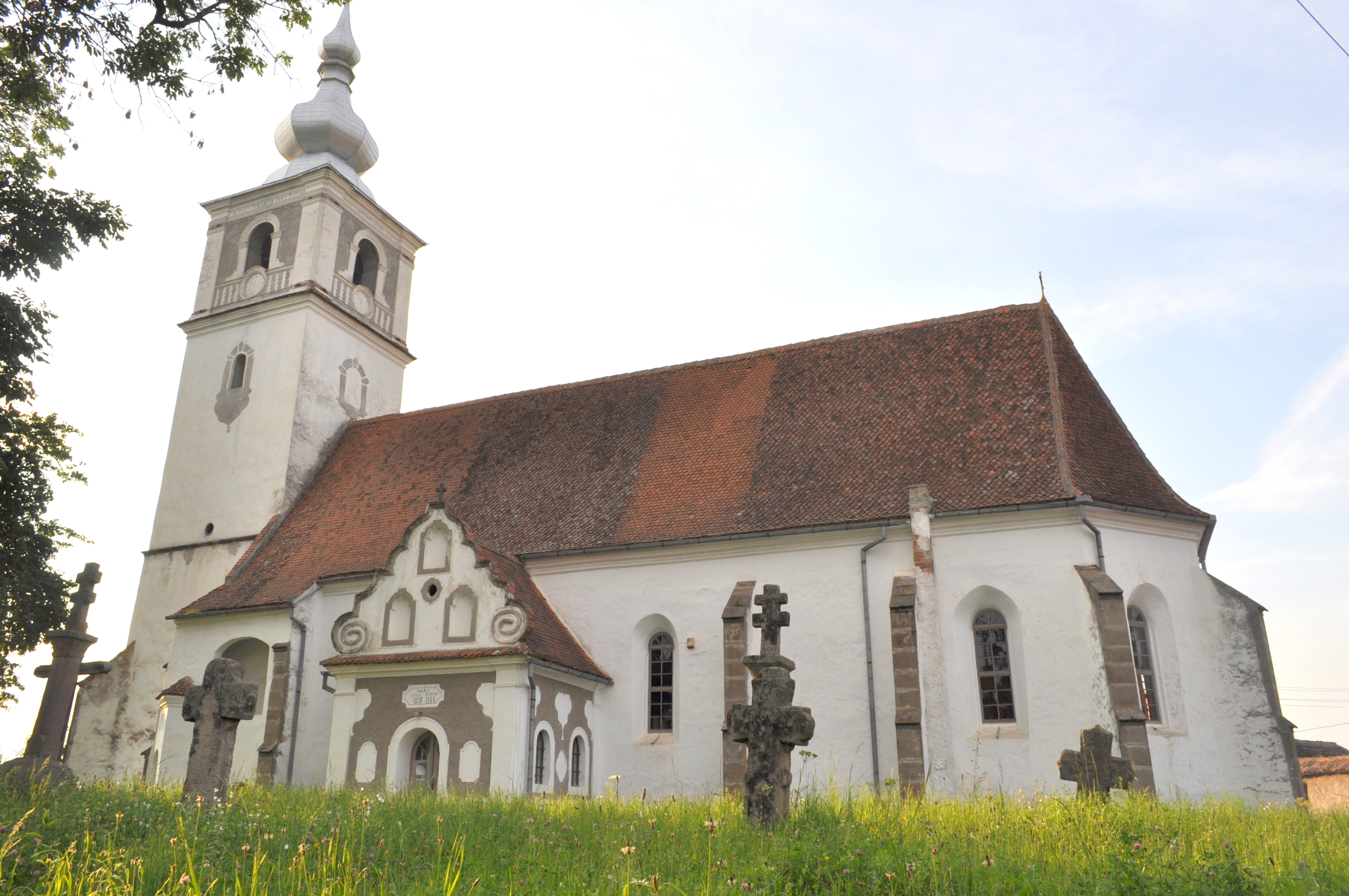
Biserica romano-catolică din Cozmeni, județul Harghita, foto: iulie, 2011.

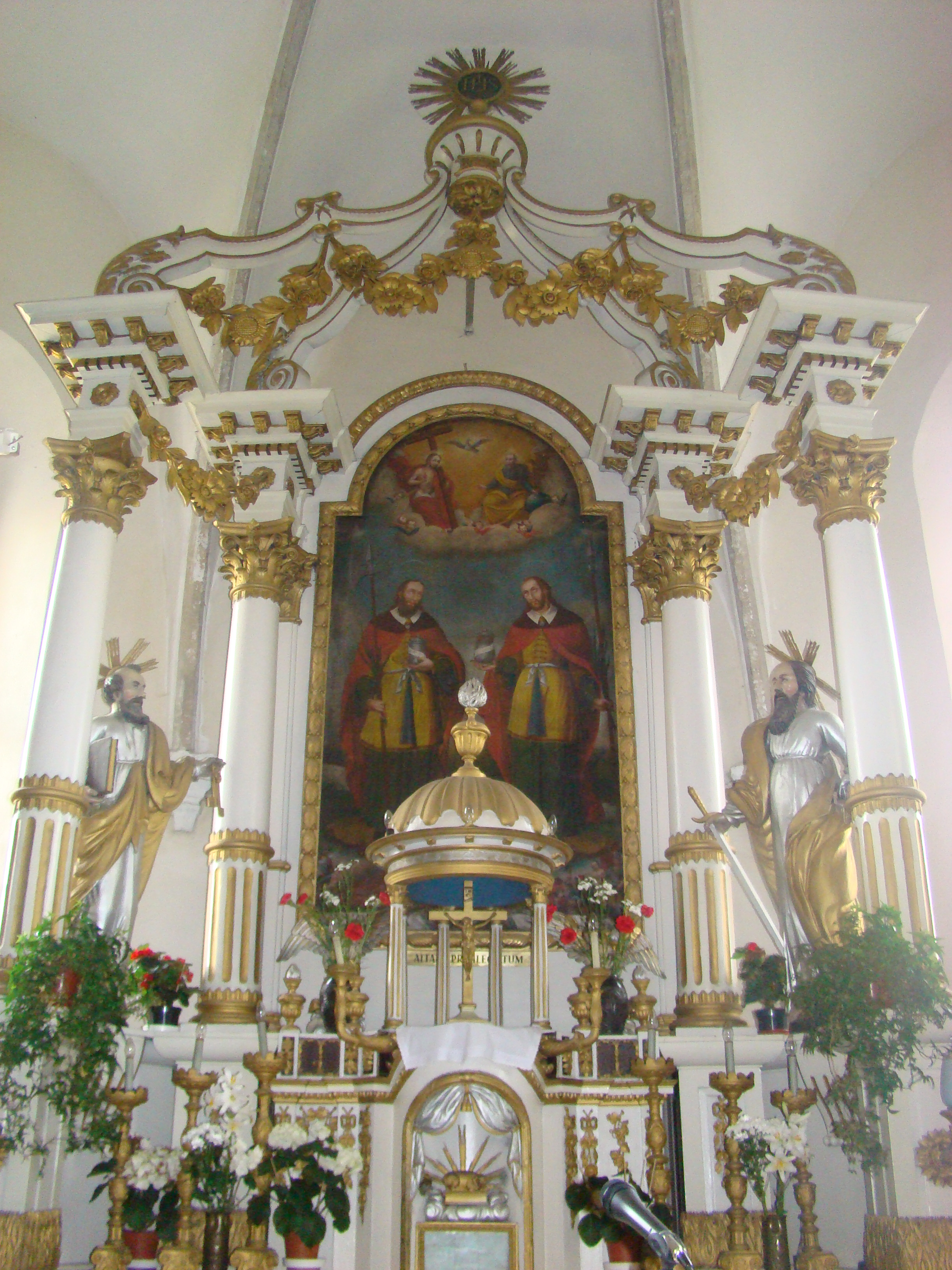
Biserica romano-catolică din Cozmeni, județul Harghita, foto: iulie, 2011.

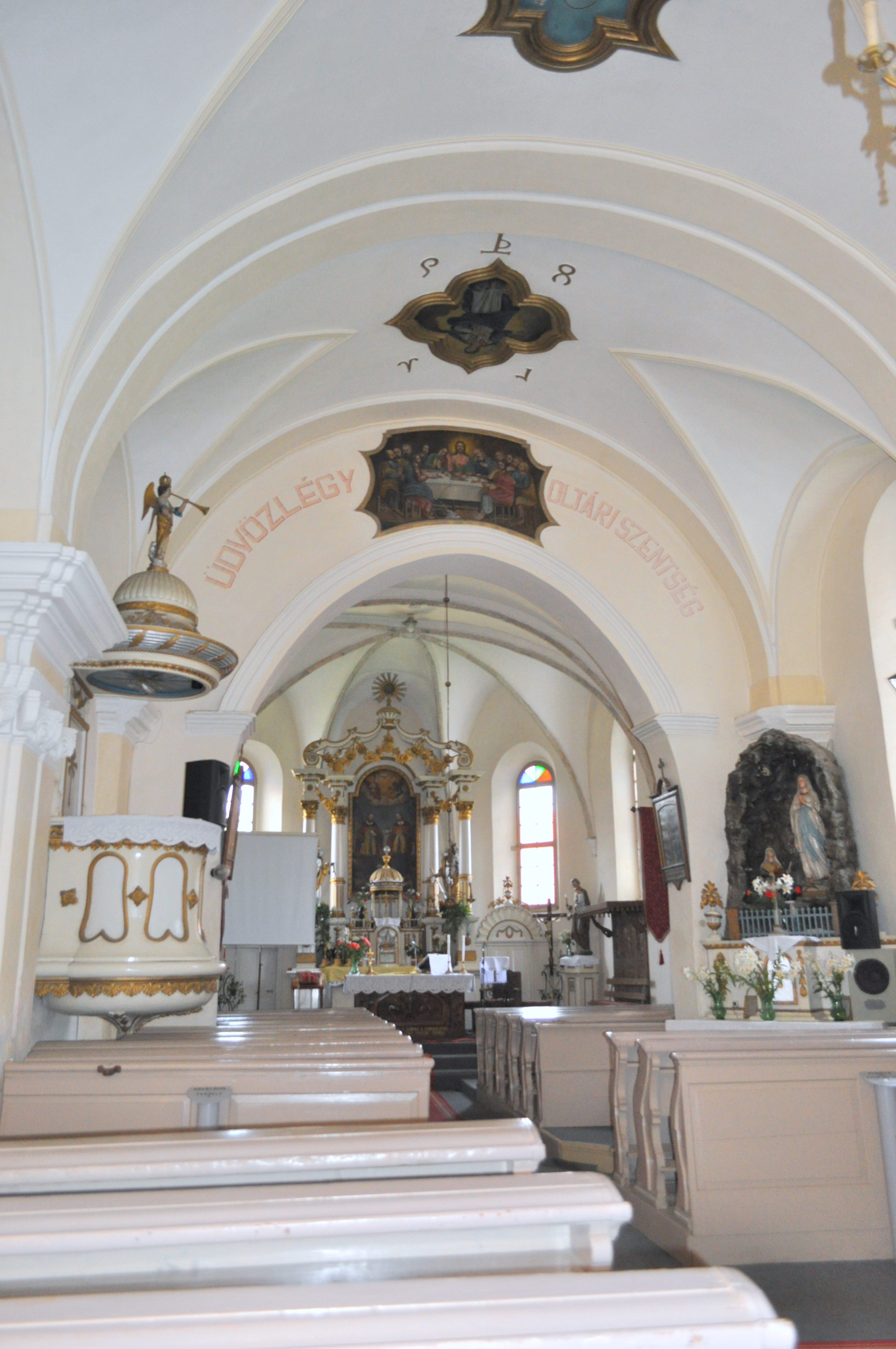
Biserica romano-catolică din Cozmeni, județul Harghita, foto: iulie, 2011.

Biserica romano-catolică din Cozmeni, județul Harghita, datează din 1333, biserică parohială. Biserica poartă hramul sfinților "Cosma și Damian", care, potrivit legendelor au fost medici. Lăcașul de cult figurează pe lista monumentelor istorice 2010, cod LMI HR-II-a-A-12795.

## Istoric și trăsături
Biserica este înconjurată de un zid mare, datând din secolul al XVII-lea. Acest lucru, cu toate acestea, nu a protejat-o de asediul trupelor otomane ale pașei Ali, care a ars împrejurimile. 
A fost construită între anii 1653-1670. Este străjuită de un zid de apărare fortificat. Pe zid putem vedea placa comemorativă din 1720 cu datele despre victimele ciumei din anul 1719 în Ciucul de Jos: morți 11.324, supraviețuitori 14.562; numai în Cozmeni, 826 morți și 1.124 supraviețuitori. 
În secolul al XIII-lea, dar nu mai târziu de conscripțiile papale, în locul bisericii actuale a existat o biserică în stil romanic, din care au rămas numai unele ornamente sculptate în piatră. Formele acestora arată o similaritate mare cu cele găsite în biserica franțuzească din secolul al XII-lea din Sinsonais. Mai târziu a fost complet reconstruită în stil gotic. Sanctuarul păstrează această stare, nacela păstrează numai parțial elementele gotice.
Nacela sub forma actuală are multe elemente caracteristice stilului baroc, porțile laterale provin din secolul al XV-lea, restul elementelor provin din secolele ulterioare.
Orga bisericii este opera meșterului organist József Boda din 1899. În urma unui cutremur survenit în 1990, s-a găsit o pictură murală minunată. 
Turnul bisericii este compus din mai multe nivele, primul este dinaintea secolului al XV-lea, cu o poartă de intrare în stil gotic. Construcția a fost supraînălțată în 1771-1772 în stil baroc. Capela "Sf. Ioan Nepomuk" din nordul bisericii datează din 1761. Biserica a fost renovată în 1831-1833. Clopotele vechi au fost demontate de tătarii lui Thököli, una din ele fiind azi în turnul bisericii reformate din Târgu Secuiesc. 
Altarele vechi au fost înlocuite cu altare sculptate; la fel, și ferestrele au fost modificate. În mijlocul altarului principal se află sculpturi ale sfinților martiri Cozma și Damian, pe ambele părți adăugându-se sculpturi ale apostolilor Sf. Petru și Pavel. Dacă vă veți uita cu grijă prin biserică, veți găsi si o reprezentare artistică a regelui maghiar Matia. 

## Galerie de imagini

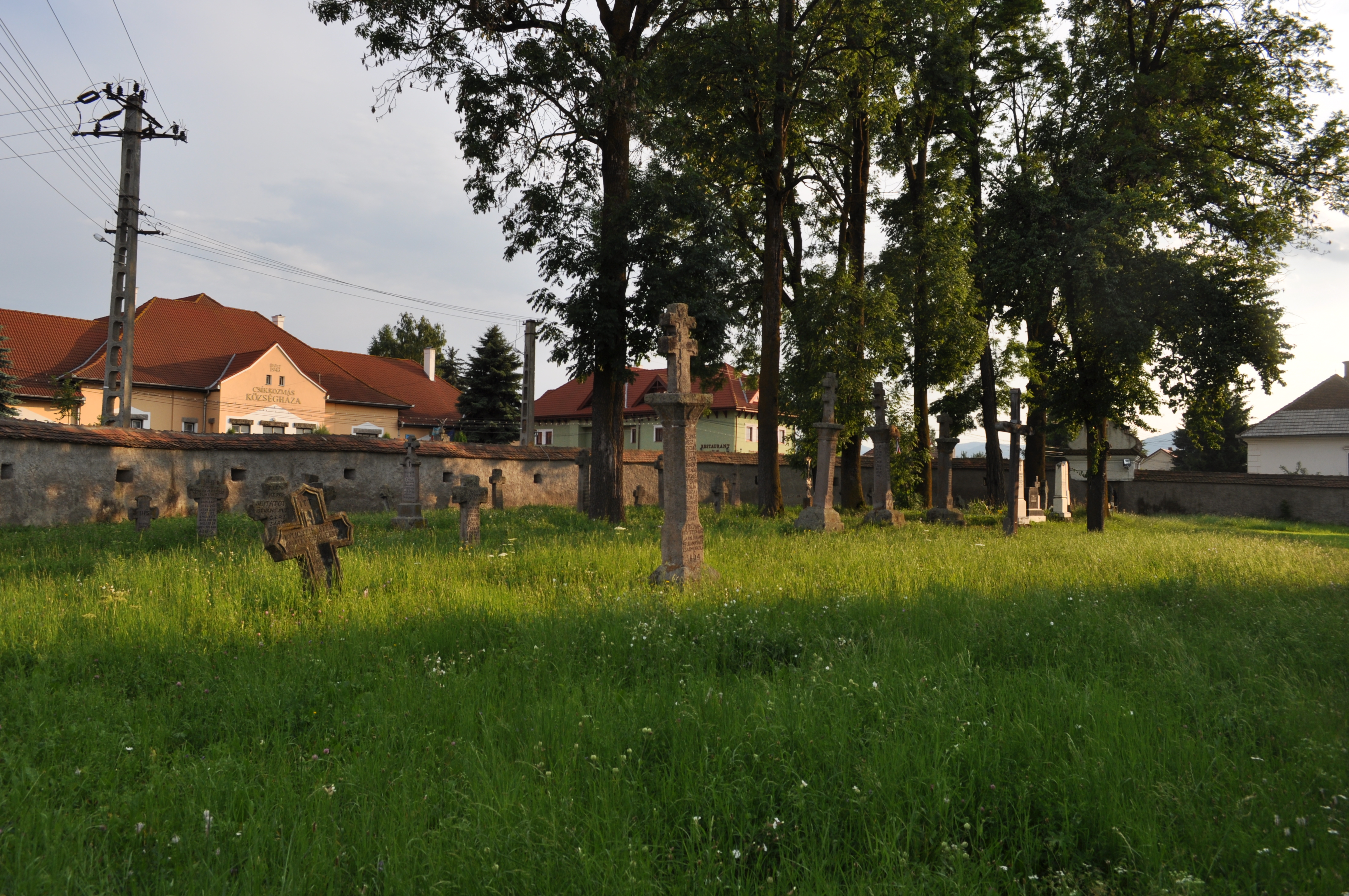
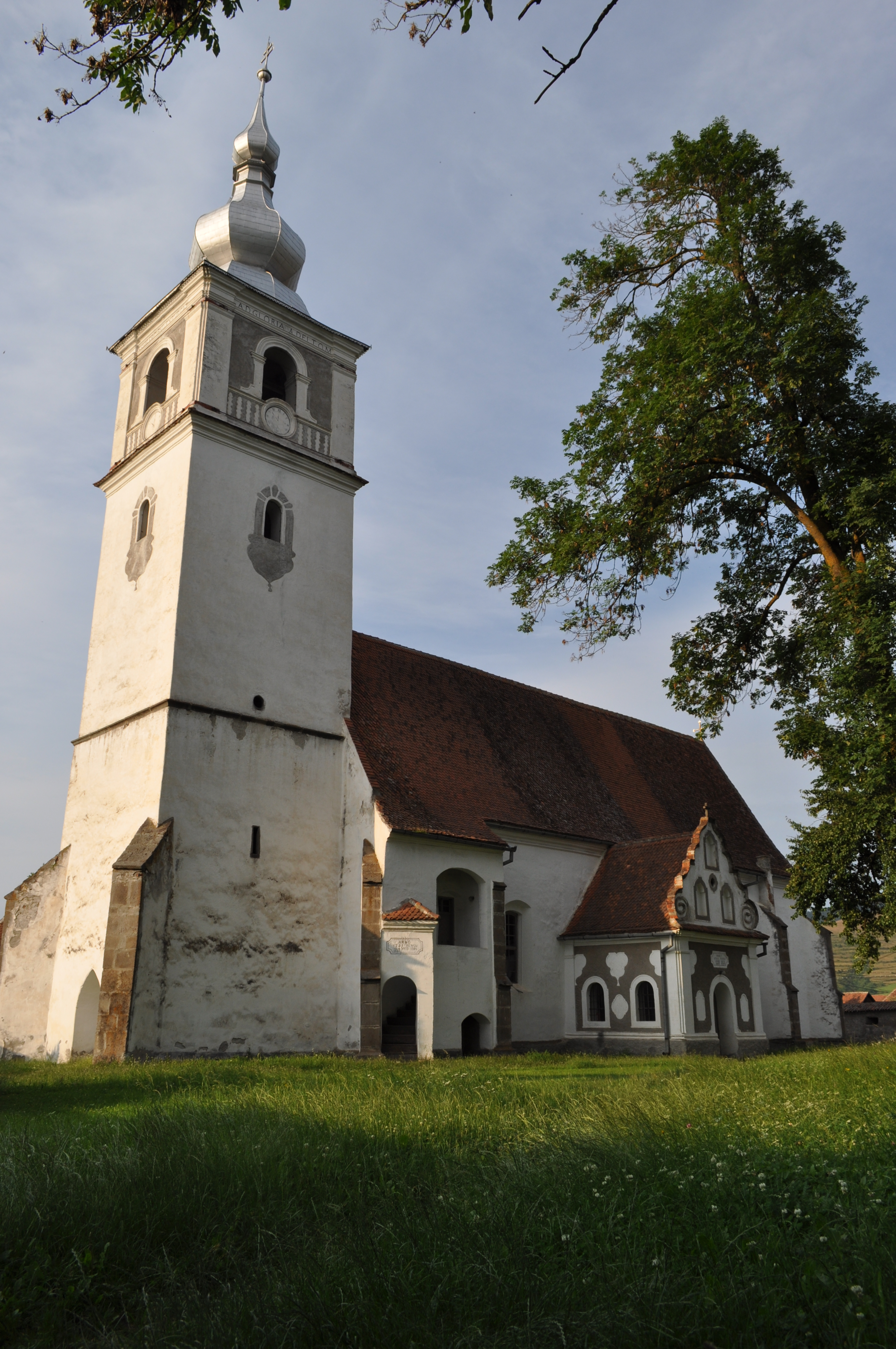
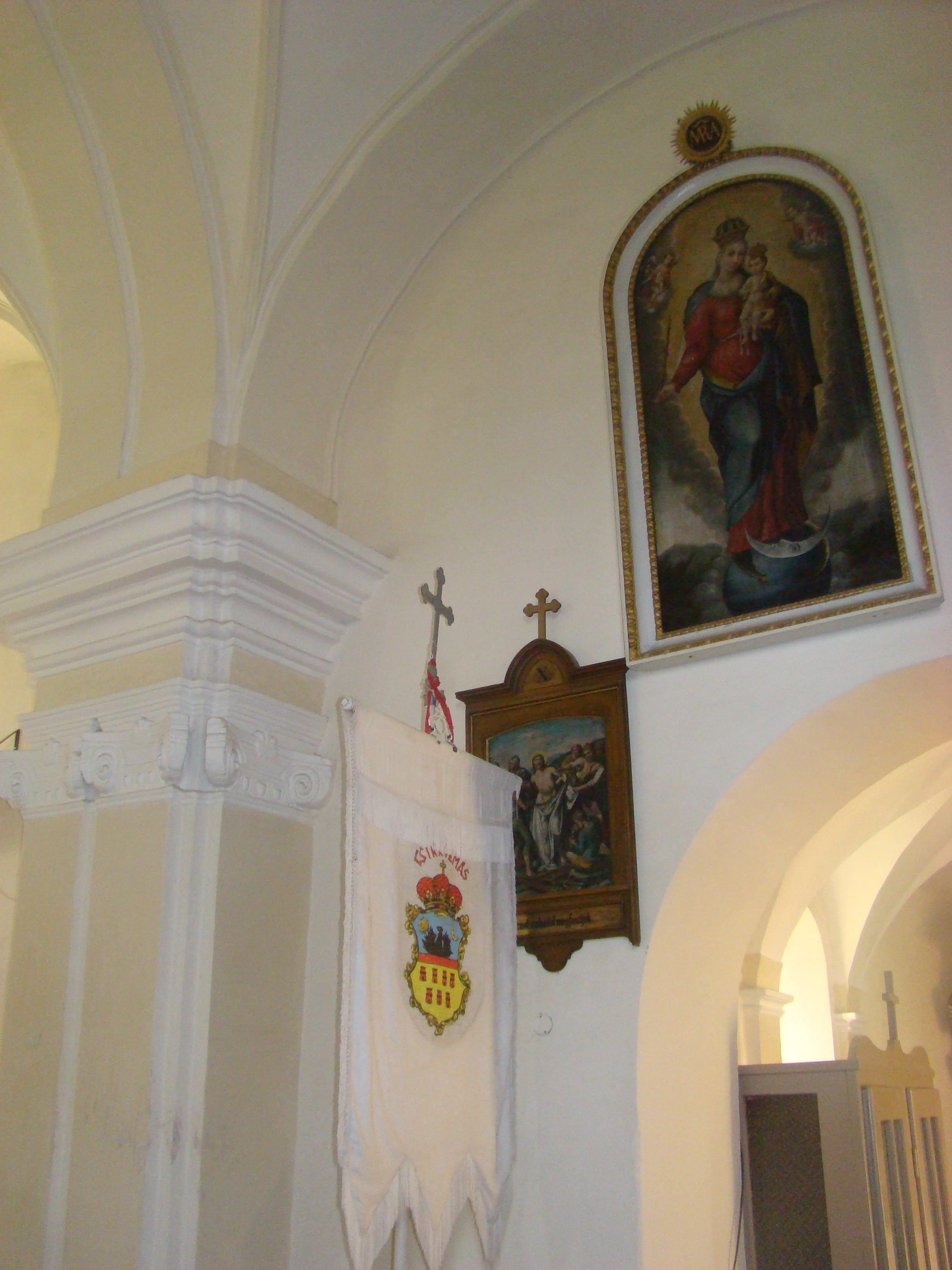
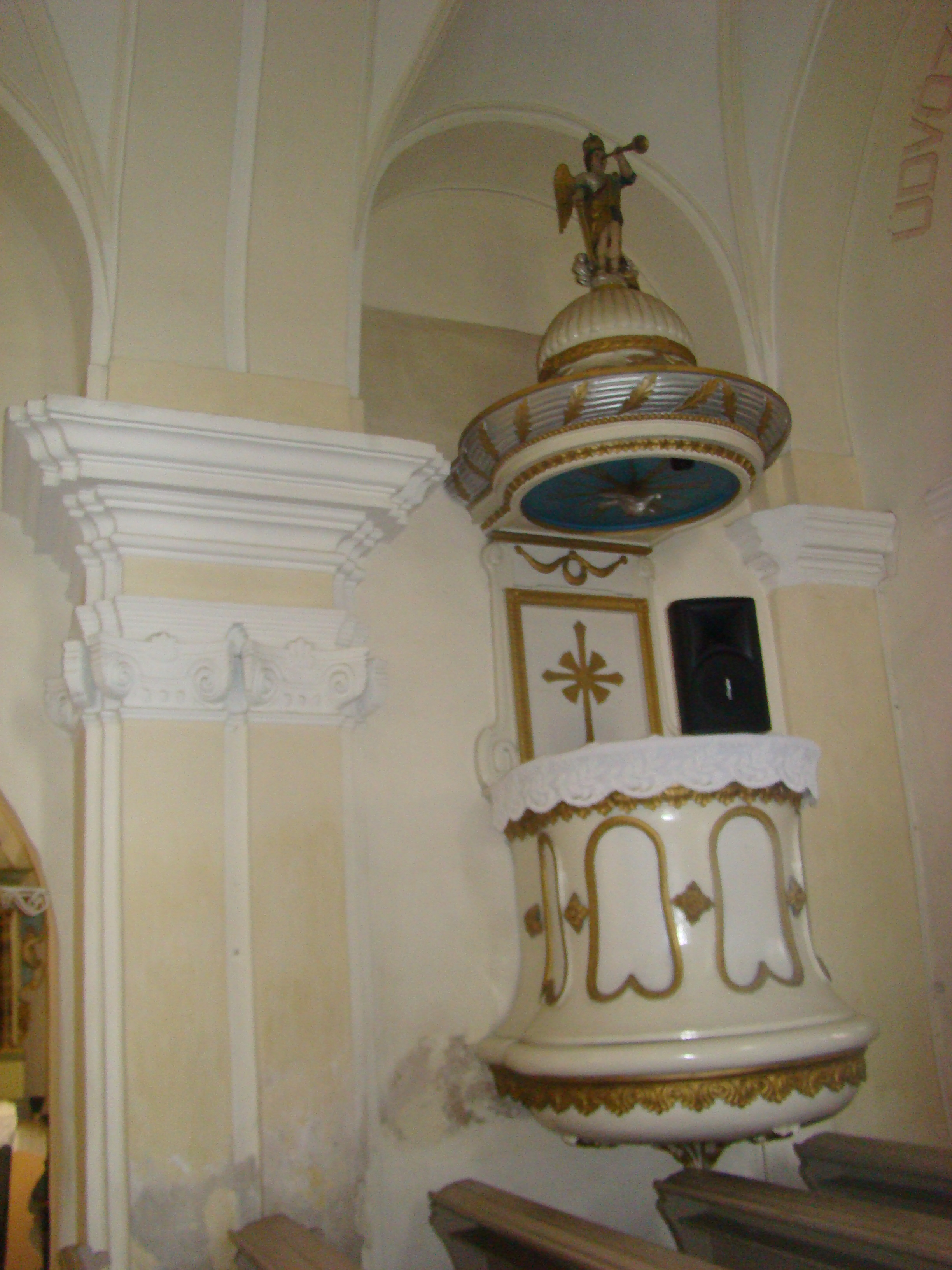
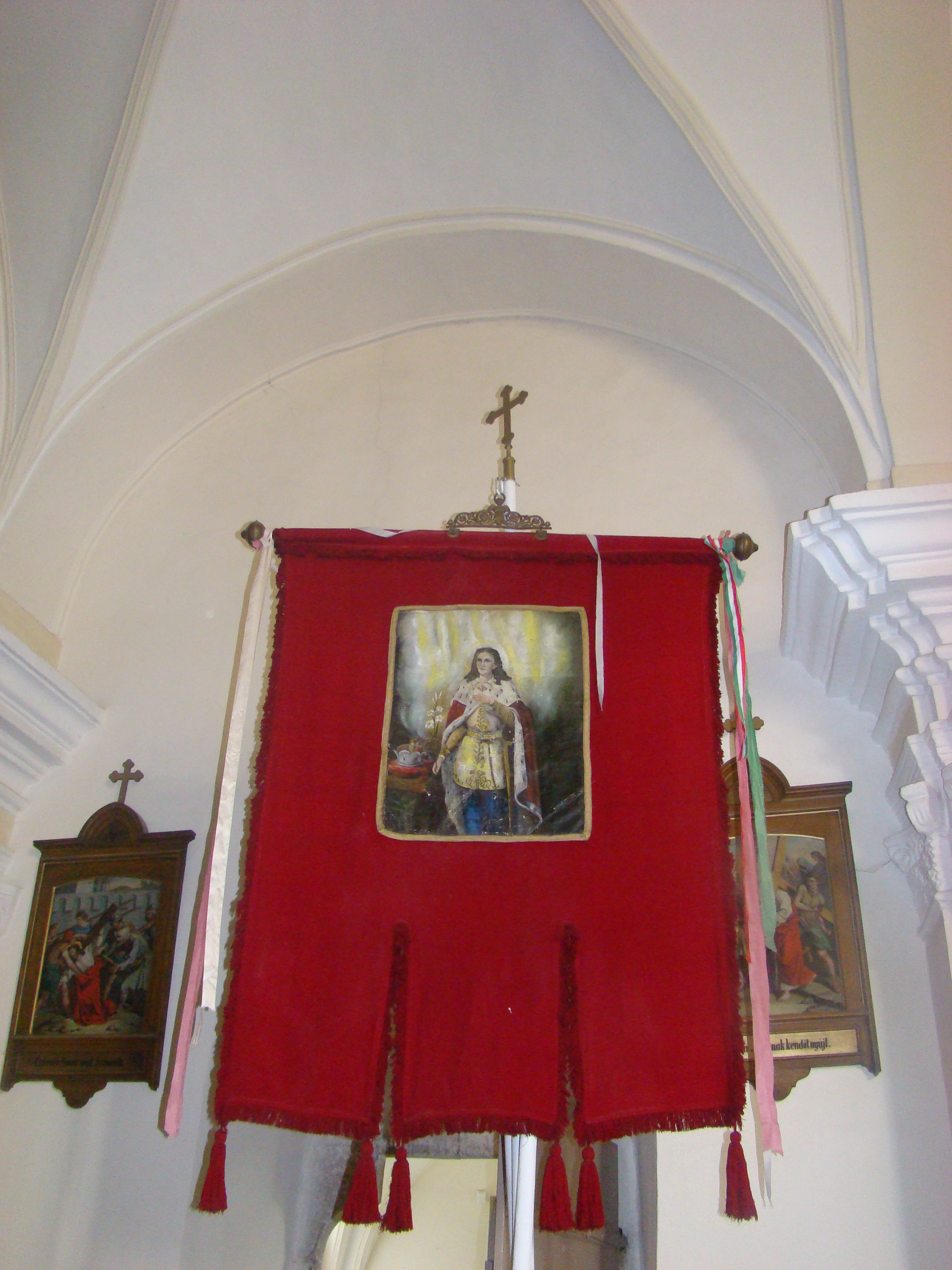
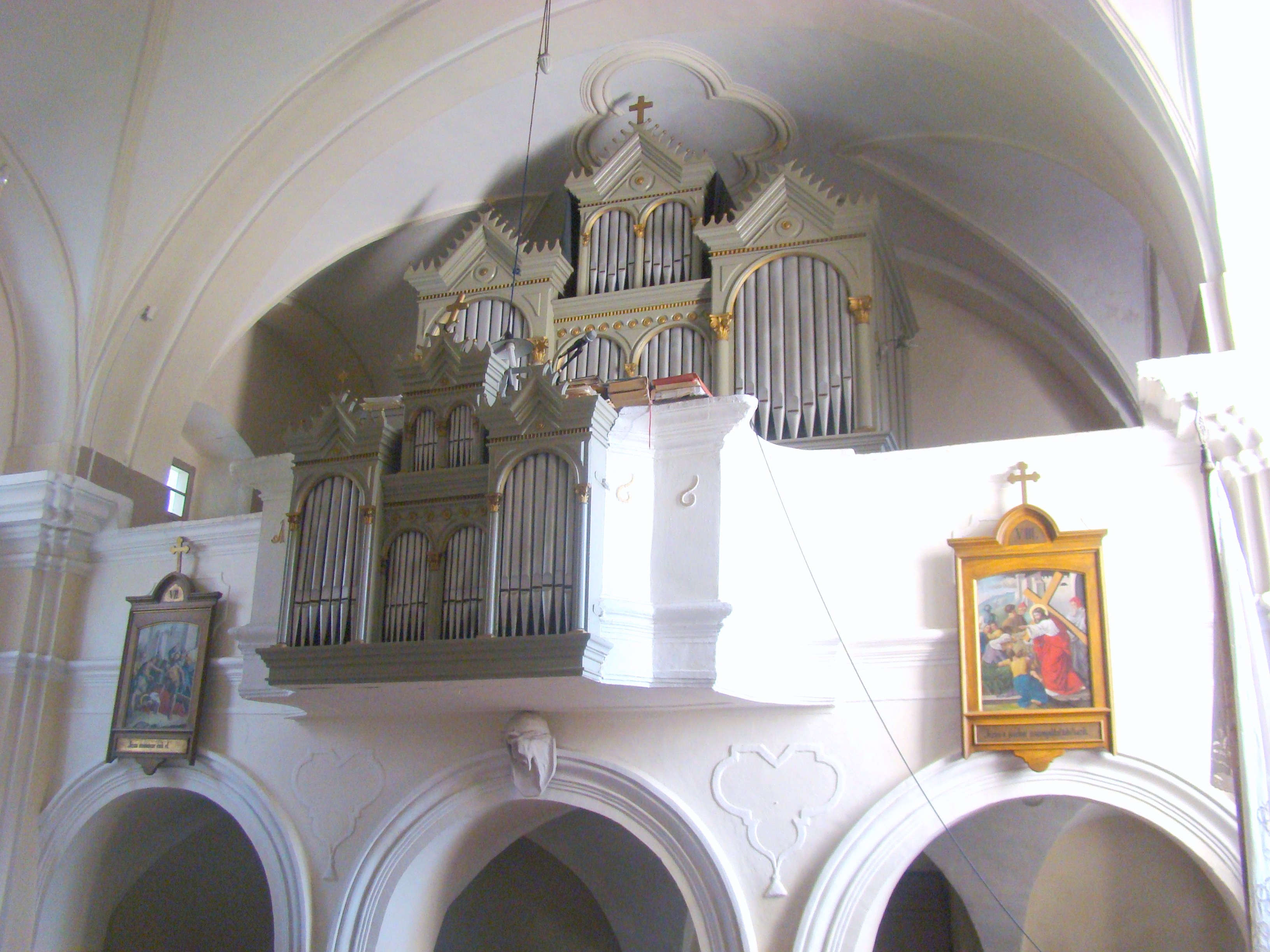
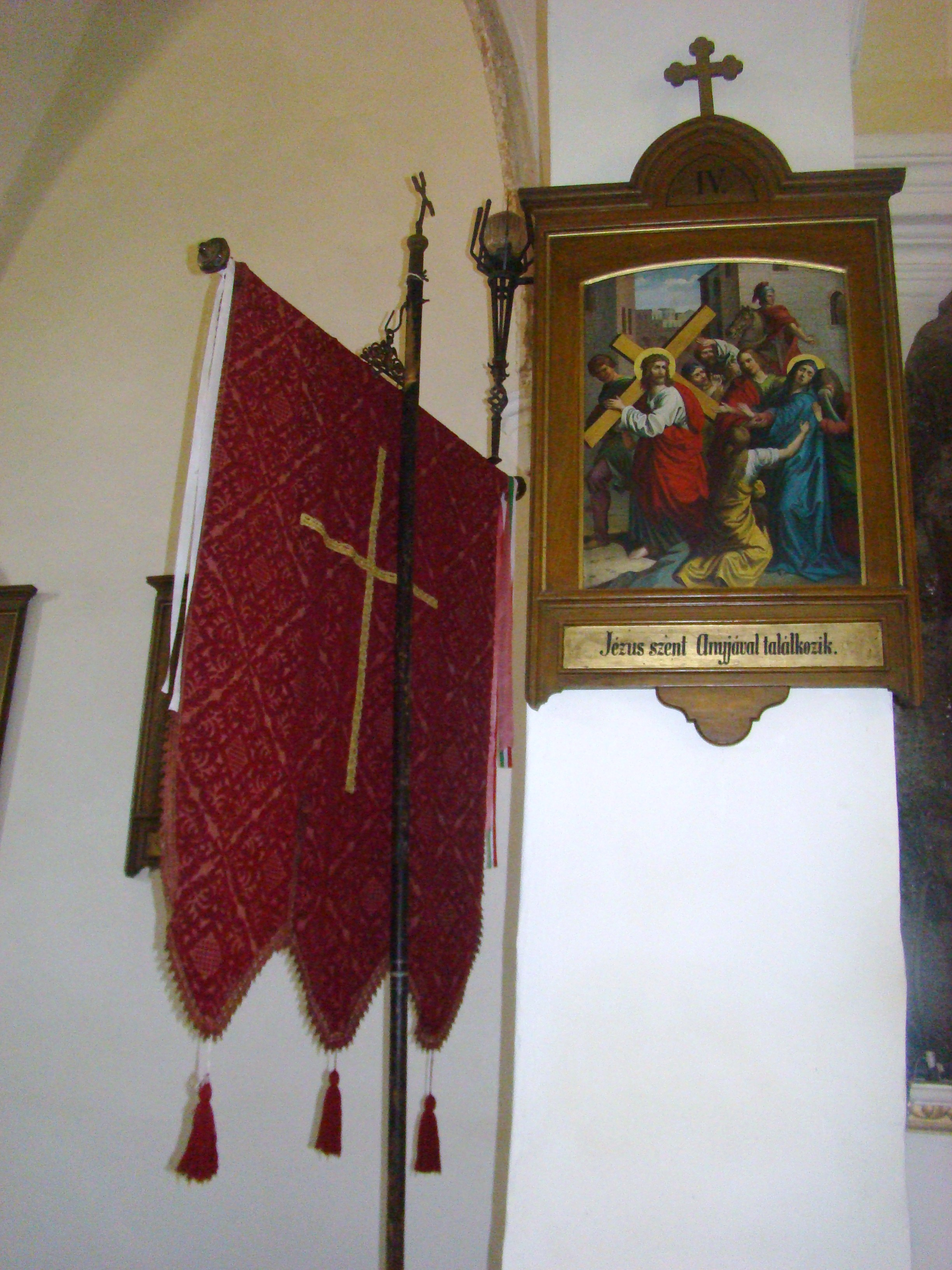
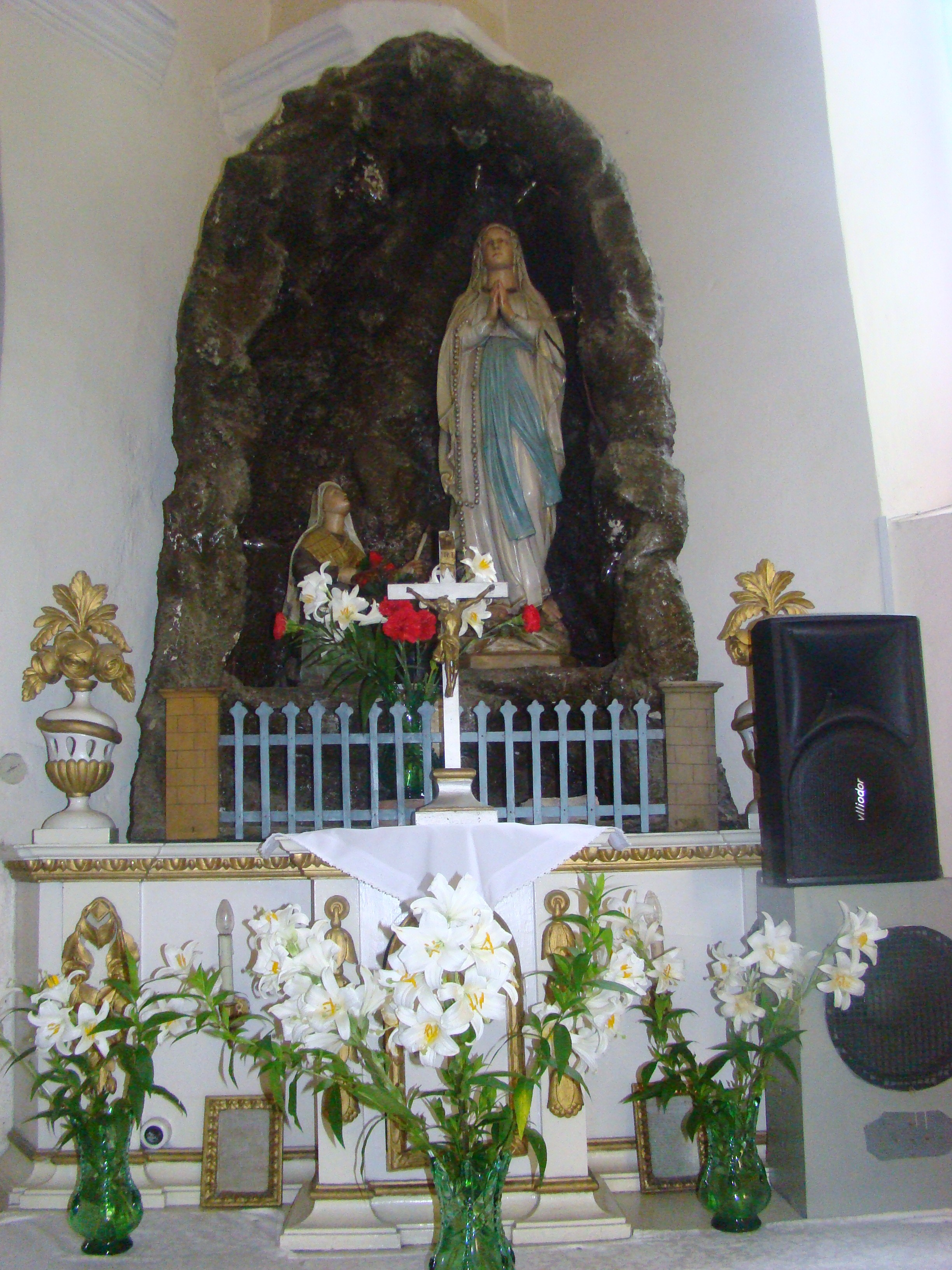
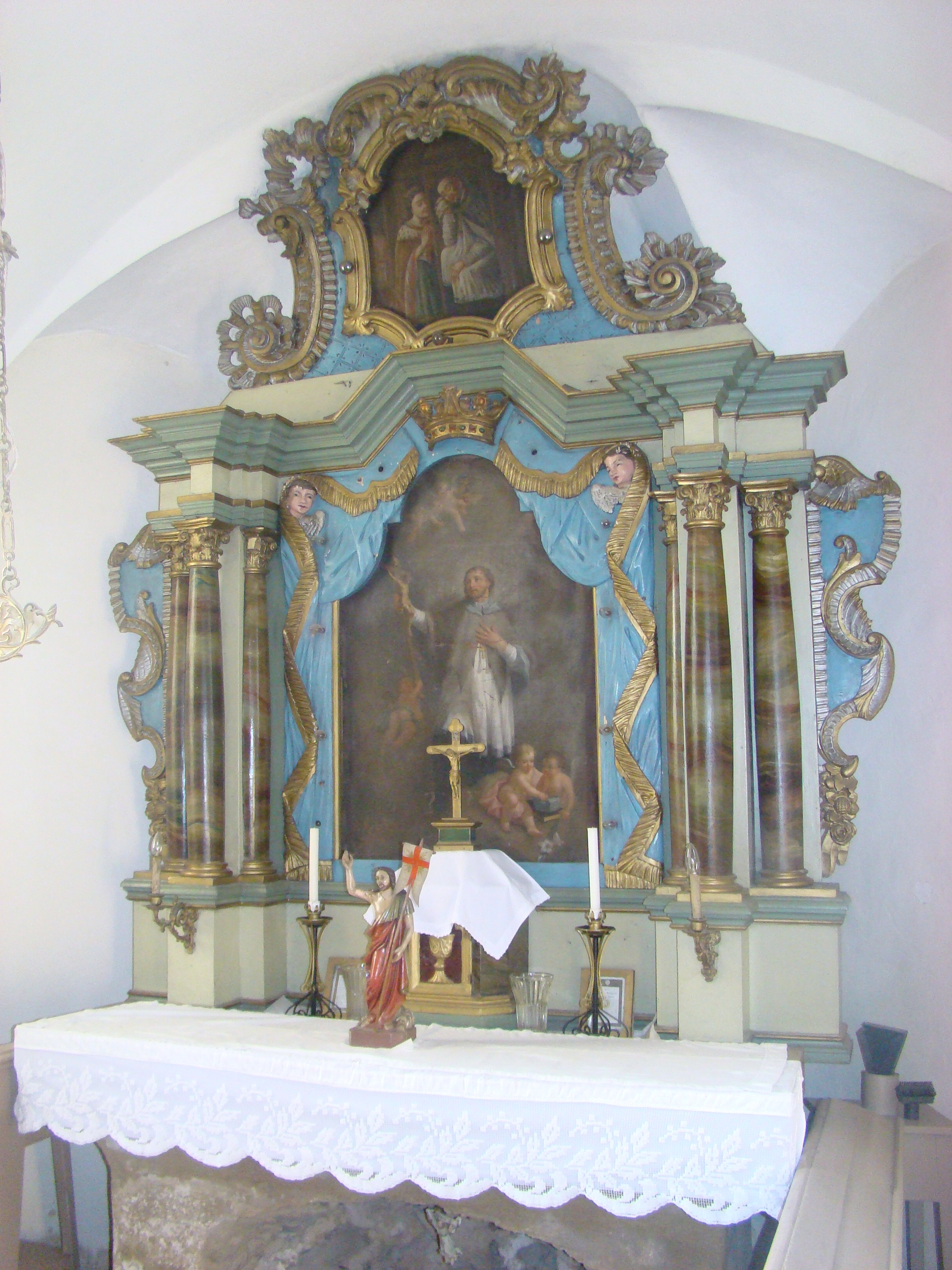